# Alpina daisetsuzana
Alpina daisetsuzana là một loài bướm đêm trong họ Geometridae.